# Magneton (juego)
Magneton es un juego de mesa abstracto de alineamiento para dos jugadores, desplegado sobre un tablero de 8×8 (similar al de ajedrez o damas) con 12 fichas cada jugador, blancas y negras. Fue diseñado en el año 2001 por Luca Cerrato.

## Metodología de juego
Al comienzo el tablero se encuentra vacío. Las Blancas mueven primero y a partir de ese momento los jugadores alternarán sus turnos para hacer sus movimientos. No está permitido pasar. Los jugadores compiten por ser los primeros en crear una línea recta de 4 fichas de su color, ya sea en diagonal o en ortogonal.
Un movimiento consiste en poner una ficha propia en una casilla vacía del tablero, y a continuación mover las fichas que ya estuvieran sobre el tablero y que pudieran verse afectadas por el efecto magnético de la ficha recién puesta.
Cualquier pieza, sin importar su color, que esté en la misma línea ortogonal o diagonal que la recién jugada, no habiendo otras fichas entre ambas, sentirá dicho efecto:
- Las fichas de color diferente a la recién puesta serán atraídas por ella. En otras palabras; se desplazan en línea recta hasta alcanzar una casilla adyacente a la ficha recién jugada.
- Piezas del mismo color se repelen. Es decir; se alejarán todo lo posible en línea recta desde la ficha jugada hasta que alcancen o el borde del tablero u otra ficha.

|    |       |       |       |    |       |       |    |    |  |
|    | a8    | b8    | c8    | d8 | e8    | f8    | g8 | h8 |  |
| a7 | b7    | c7    | d7 xo | e7 | f7    | g7 oo | h7 |    |  |
| a6 | b6 oo | c6    | d6    | e6 | f6 xo | g6    | h6 |    |  |
| a5 | b5    | c5    | d5 oo | e5 | f5    | g5    | h5 |    |  |
| a4 | b4    | c4    | d4 oo | e4 | f4    | g4    | h4 |    |  |
| a3 | b3    | c3    | d3    | e3 | f3    | g3 xo | h3 |    |  |
| a2 | b2    | c2 oo | d2    | e2 | f2 xo | g2    | h2 |    |  |
| a1 | b1    | c1    | d1    | e1 | f1    | g1 xo | h1 |    |  |
|    |       |       |       |    |       |       |    |    |  |

|       |    |       |       |       |    |       |    |    |  |
|       | a8 | b8    | c8    | d8    | e8 | f8    | g8 | h8 |  |
| a7 oo | b7 | c7    | d7 xo | e7    | f7 | g7 oo | h7 |    |  |
| a6    | b6 | c6    | d6 oo | e6    | f6 | g6    | h6 |    |  |
| a5    | b5 | c5    | d5    | e5 xo | f5 | g5    | h5 |    |  |
| a4    | b4 | c4    | d4 oo | e4    | f4 | g4    | h4 |    |  |
| a3    | b3 | c3    | d3    | e3 xo | f3 | g3 xo | h3 |    |  |
| a2    | b2 | c2 oo | d2    | e2    | f2 | g2    | h2 |    |  |
| a1    | b1 | c1    | d1    | e1    | f1 | g1 xo | h1 |    |  |
|       |    |       |       |       |    |       |    |    |  |

Cuando a un jugador no le queden más fichas para poner, debe desplazar una ficha de su color ya puesta sobre el tablero. Esta ficha deberá moverse como si fuera atraída o repelida por el efecto magnético de otra ficha ya sobre el tablero. Una vez movida, afectará magnéticamente a otras como si hubiera sido recién puesta desde la mano.
|       |       |       |       |       |    |       |    |    |  |
|       | a8    | b8    | c8    | d8    | e8 | f8    | g8 | h8 |  |
| a7 oo | b7    | c7 xo | d7 xo | e7    | f7 | g7 oo | h7 |    |  |
| a6    | b6    | c6    | d6 oo | e6    | f6 | g6    | h6 |    |  |
| a5    | b5    | c5    | d5    | e5    | f5 | g5    | h5 |    |  |
| a4    | b4 xo | c4    | d4 oo | e4    | f4 | g4    | h4 |    |  |
| a3    | b3    | c3    | d3    | e3 xo | f3 | g3 xo | h3 |    |  |
| a2    | b2    | c2 oo | d2    | e2    | f2 | g2    | h2 |    |  |
| a1    | b1    | c1    | d1    | e1    | f1 | g1 xo | h1 |    |  |
|       |       |       |       |       |    |       |    |    |  |

|       |       |       |       |       |    |       |    |       |  |
|       | a8 oo | b8    | c8    | d8    | e8 | f8    | g8 | h8 oo |  |
| a7    | b7    | c7 xo | d7 xo | e7    | f7 | g7    | h7 |       |  |
| a6    | b6    | c6    | d6 oo | e6    | f6 | g6    | h6 |       |  |
| a5    | b5    | c5    | d5    | e5    | f5 | g5    | h5 |       |  |
| a4    | b4 xo | c4    | d4    | e4    | f4 | g4    | h4 |       |  |
| a3    | b3    | c3    | d3    | e3 xo | f3 | g3 xo | h3 |       |  |
| a2    | b2    | c2 oo | d2    | e2    | f2 | g2    | h2 |       |  |
| a1 oo | b1 xo | c1    | d1    | e1    | f1 | g1    | h1 |       |  |
|       |       |       |       |       |    |       |    |       |  |

Una línea ganadora de 4 debe crearse mediante el efecto magnético producido por la ficha al ponerse o al desplazarse. No valen las líneas creadas directamente al poner una ficha desde la mano. Tampoco se consideran válidas las líneas creadas con el movimiento inicial de una ficha ya sobre el tablero cuando el jugador no dispone de más fichas para jugar.
| \| \| \| \| \| \| \| \| \| \| \| \| \| \| \| \| \| \| \| \| \| \| \| \| \| \| \| \| \| \| \| \| \| \| \| \| \| \| \| \| \| \| \| \| \| \| \| \| \| \| \| \| \| \| \| \| \| \| \| \| \| \| \| \| \| \| \| \| \| \| \| \| \| \| \| \| \| \| \| \| \| \| \| \| \| \| \| \| \| \| \| \| \| \| \| \| \| \| \| \| \| \| \| \| \| \| \| \| \| \| Si se pusiera una ficha sobre b3, la victoria sería válida. Pero la línea de 4 no sería válida si la ficha se hubiera puesto sobre d3 o hubiera sido desplazada: c3d3. |    |       |       |       |    |    |    |    |  |
| |    |       |       |       |    |    |    |    |  |
| | a8 | b8    | c8    | d8    | e8 | f8 | g8 | h8 |  |
| a7 | b7 | c7    | d7    | e7    | f7 | g7 | h7 |    |  |
| a6 | b6 | c6    | d6 oo | e6 xo | f6 | g6 | h6 |    |  |
| a5 | b5 | c5    | d5 oo | e5    | f5 | g5 | h5 |    |  |
| a4 | b4 | c4    | d4 oo | e4    | f4 | g4 | h4 |    |  |
| a3 | b3 | c3 oo | d3    | e3 xo | f3 | g3 | h3 |    |  |
| a2 | b2 | c2    | d2    | e2    | f2 | g2 | h2 |    |  |
| a1 | b1 | c1    | d1    | e1    | f1 | g1 | h1 |    |  |
| |    |       |       |       |    |    |    |    |  |